# Emmen Center
Das Emmen Center ist ein Schweizer Einkaufszentrum in der Gemeinde Emmenbrücke an der Grenze zur Stadt Luzern. Es wurde im Februar 1975 eröffnet und war eines der ersten Einkaufszentren in der Schweiz. Im November 2022 war es nach der Mall of Switzerland mit rund 41'500 m² Verkaufsfläche auf drei Etagen das zweitgrösste Center in der Zentralschweiz. Im Rekordjahr 2024 wurden 5 Millionen Besucher empfangen.

## Geschichte

### Eröffnung und Betrieb
Das Einkaufszentrum von Maus Frères Holding wurde zwischen 1968 und 1972 vom amerikanischen Architekten Victor Gruen entwickelt. Nach einer Bauphase von knapp zwei Jahren wurde es am 19. Februar 1975 als «Shopping Center Emmen» eröffnet. Zum Zeitpunkt der Eröffnung war das Emmen Center die grösste Shopping-Mall der Schweiz mit 50 Geschäften. Zum Einkaufszentrum gehört ein mehrgeschossiges Parkhaus mit Velo- und Mofa-Parkplätzen, eine Tankstelle und ein Wohnhaus.

### Umbau und Erweiterung
Zwischen 1999 und 2001 wurde das «Shopping Center Emmen» komplett renoviert. Das Gebäude wurde um eine dritte Etage erweitert und erhielt ein Glasdach. Mit dieser zusätzlichen Etage kamen ca. 6'000 m² Ladenfläche hinzu. Am 11. September 2001 wurde das «Shopping Center Emmen» neu eröffnet und erhielt den Namen «Emmen Center». Der International Council of Shopping Centers (ICSC) verlieh dem Emmen Center für die Renovation und Erweiterung das «Certificate of Merit». Das Emmen Center teilt sich auf in Food (sechs Läden), Non Food (61 Geschäfte), Gastronomie (sieben Betriebe) und neun Dienstleistungsbetriebe. Im Jahr 2016 wurde das Center erneut umfassend renoviert, umgebaut und modernisiert.

Emmen Center vor dem Umbau 2016 bis 2017
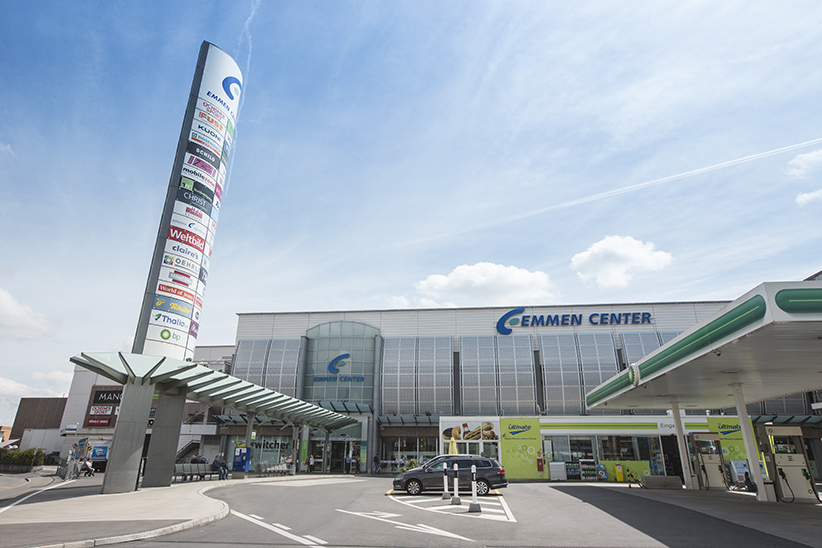
Emmen Center Aussenansicht
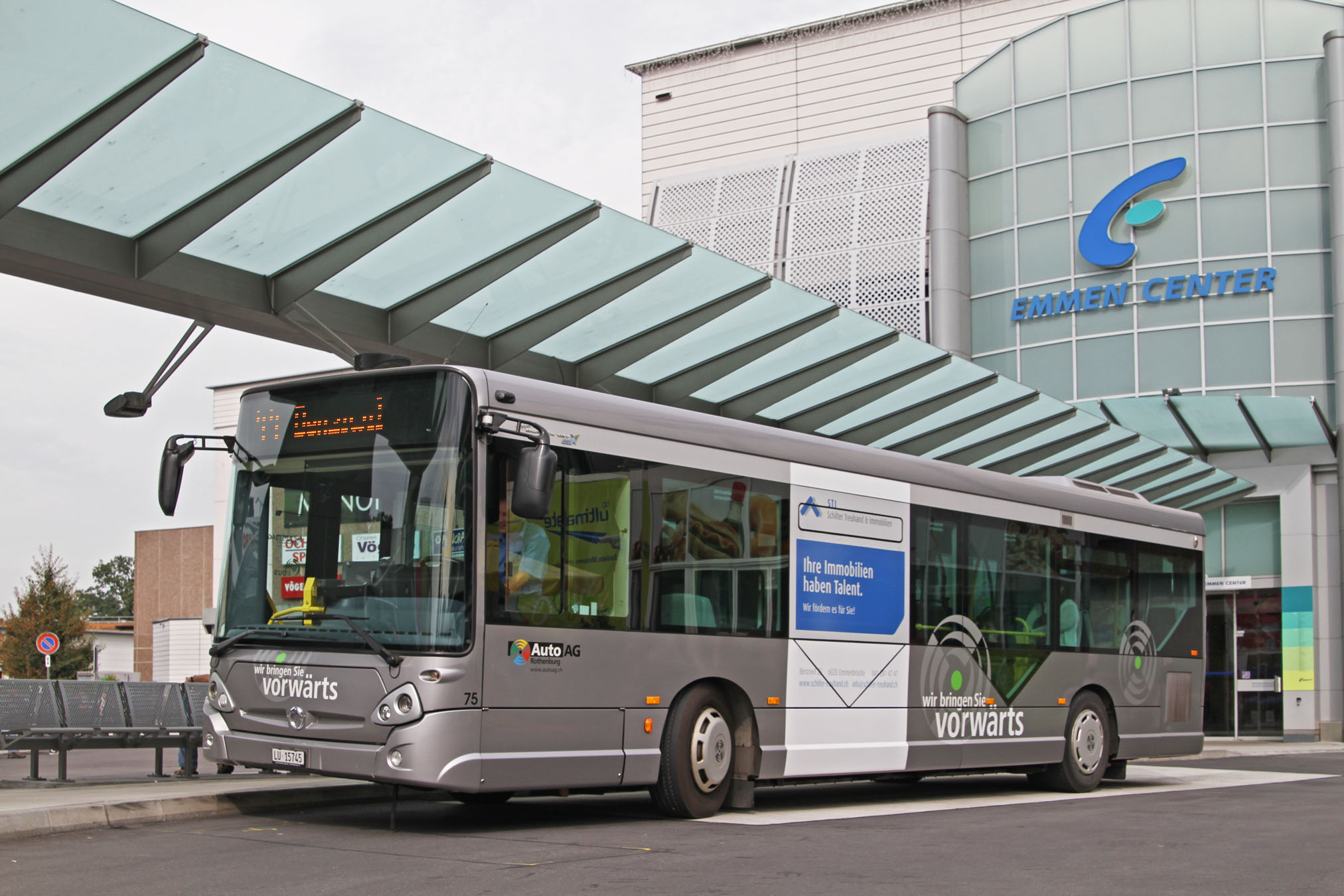
Busstation im Eingangsbereich
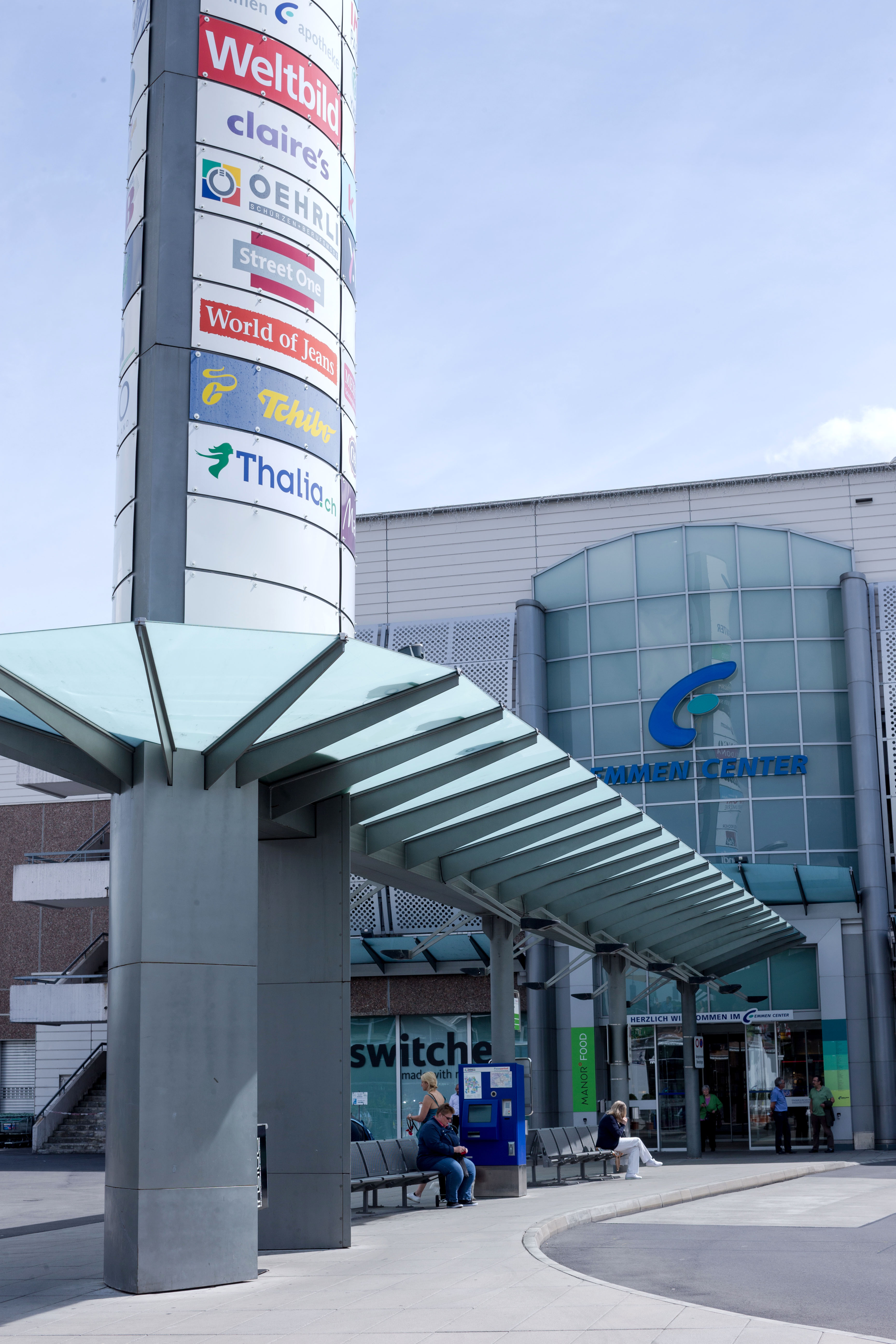
Eingang
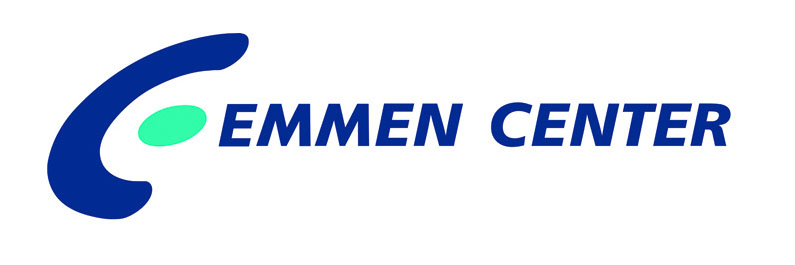
Logo Emmen Center bis 2016